# Evropska pot E653
| E 653 |

Evropska pot E653 je cesta in del vseevropskega cestnega omrežja, ki vodi z Madžarskega v Slovenijo v dolžini 110 km.
Trasa: Letenye (Madžarska) - Tornyiszentmiklós/Pince - Murska Sobota - Lenart - Maribor
V Sloveniji trasa sledi avtocesti A5.

## Priključki
| - E65 - E71 |  | - E57 - E59 |